# Ugartov
Ugartov (v místním nářečí Hogartov, německy Ugartsdorf) je bývalá vesnice v Brně, jejíž zástavba dnes tvoří součást městské části Brno-Královo Pole.

## Historie
Po zrušení královopolského kláštera v roce 1783 byly jeho pozemky rozparcelovány. V rámci raabizace na nich vznikla podél nové císařské silnice z Brna do Svitav, severozápadně od Králova Pole, ulicovitá vesnice Ugartov, která svůj název získala podle pozdějšího moravského zemského hejtmana, hraběte Aloise Ugarteho. Ves byla tvořena 24 familiantskými usedlostmi, které oproti většině ostatních raabizačních vesnic nesousedily přímo se sebou. V roce 1790 zde žilo 107 obyvatel. Ves zahrnovala úsek dnešní Palackého třídy mezi ulicemi Metodějovou a Tylovou a od počátku byla součástí blízkého Králova Pole.
V dalších letech se ves nijak nerozrůstala, navíc byly některé usedlosti postupně přestavovány na předměstské vily obklopené okrasnými zahradami (v roce 1826 byly takto upraveny již tři domy). Počet obyvatel však přesto narůstal, až v roce 1880 dosáhl 205 osob žijících ve 22 domech. V 80. letech 19. století začala být hlavní ulice Ugartova upravována na velkoměstskou třídu, částečně s městskou zástavbou, která nahradila některé původní usedlosti. Tehdy také začal prudký růst vsi a začaly vznikat zárodky ulic kolmých na císařskou silnici (dnešní ulice Riegrova, Boženy Němcové, Tylova). Během deseti let se počet domů i obyvatel zdvojnásobil. Urbanizace pokračovala i dále, takže roku 1900 žilo v Ugartově ve 107 domech již celkem 1016 osob.
Na jižním okraji vsi vznikl již v první polovině 19. století zájezdní hostinec Semilasso, poblíž kterého byl na přelomu 19. a 20. století vybudován stejnojmenný kulturní dům ve stylu historizující eklektické architektury. Právě u Semilassa končila od roku 1869 trať koněspřežné tramvaje z Brna, která s přestávkou v letech 1874–1876 fungovala do roku 1880. V roce 1884 ji nahradila trať parní tramvaje, která byla v roce 1900 elektrifikována. Zároveň byla nedaleko Semilassa postavena tramvajová vozovna. Trať byla v roce 1926 prodloužena skrz celý Ugartov do Řečkovic. V roce 1952 byla postavena odbočka tramvajové tratě od Semilassa ke královopolskému nádraží.
Pravděpodobně v roce 1910 ztratil Ugartov status osady a byl formálně začleněn do Králova Pole, se kterým se roku 1919 stal součástí Brna. Jihovýchodně od Ugartova probíhala v první polovině 20. století rozsáhlá výstavba moderní královopolské čtvrti, takže se bývalá ves stala plně integrovanou součástí městské zástavby. Místní název Ugartov vymizel, přesto až do roku 1942 nesla hlavní ugartovská ulice jméno Ugartova třída (dnes součást Palackého třídy). Původní zástavba vsi podél této třídy byla ale postupně většinou zlikvidována. Část západní strany ulice byla ve 30. letech 20. století zastavěna bytovými domy, na východní straně byly bytovky postaveny v 60. letech. Většinu severní části vsi nahradila v 70. letech výstavba panelového sídliště Královo Pole.
Zbytky zástavby Ugartova nejsou rozsáhlé. Zachovány zůstaly dvě novorenesanční vily s antikizujícím průčelím postavené před rokem 1850 (Palackého 101/Riegrova 2 a Palackého 121), několik dalších budov převážně městského charakteru (Palackého 93, 95, 95a, 95b, 119), kulturní dům Semilasso a bývalá vozovna sloužící Dopravnímu podniku města Brna od roku 1954 jako měnírna.

## Obyvatelstvo
| 1869 | 1880 | 1890 | 1900  | 1910 | 1921 | 1930 | 1950 | 1961 | 1970 | 1980 | 1991 | 2001 | 2011 |
| ---- | ---- | ---- | ----- | ---- | ---- | ---- | ---- | ---- | ---- | ---- | ---- | ---- | ---- |
| 188  | 205  | 404  | 1 016 | —    | —    | —    | —    | —    | —    | —    | —    | —    | —    |

## Galerie

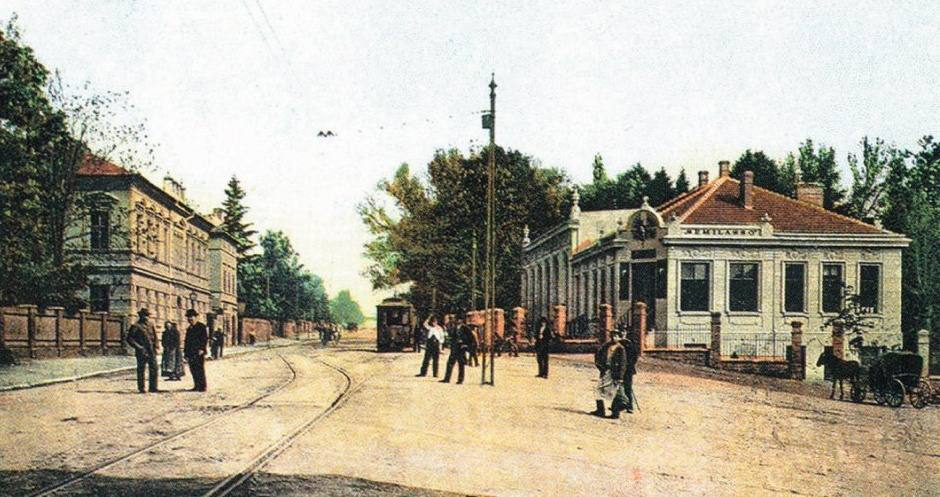
Ugartov se Semilassem a konečnou zastávkou tramvaje na začátku 20. století
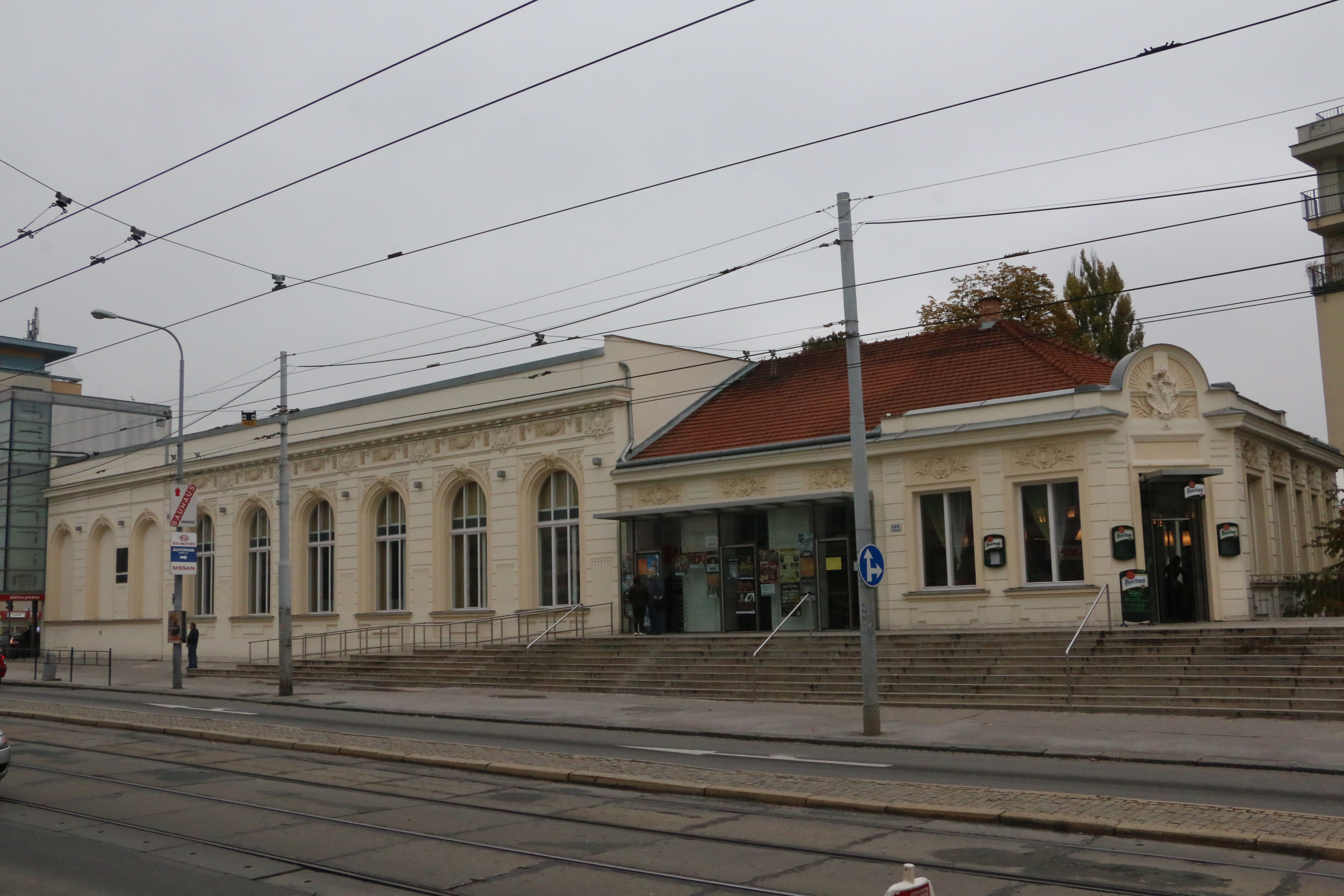
Kulturní dům Semilasso
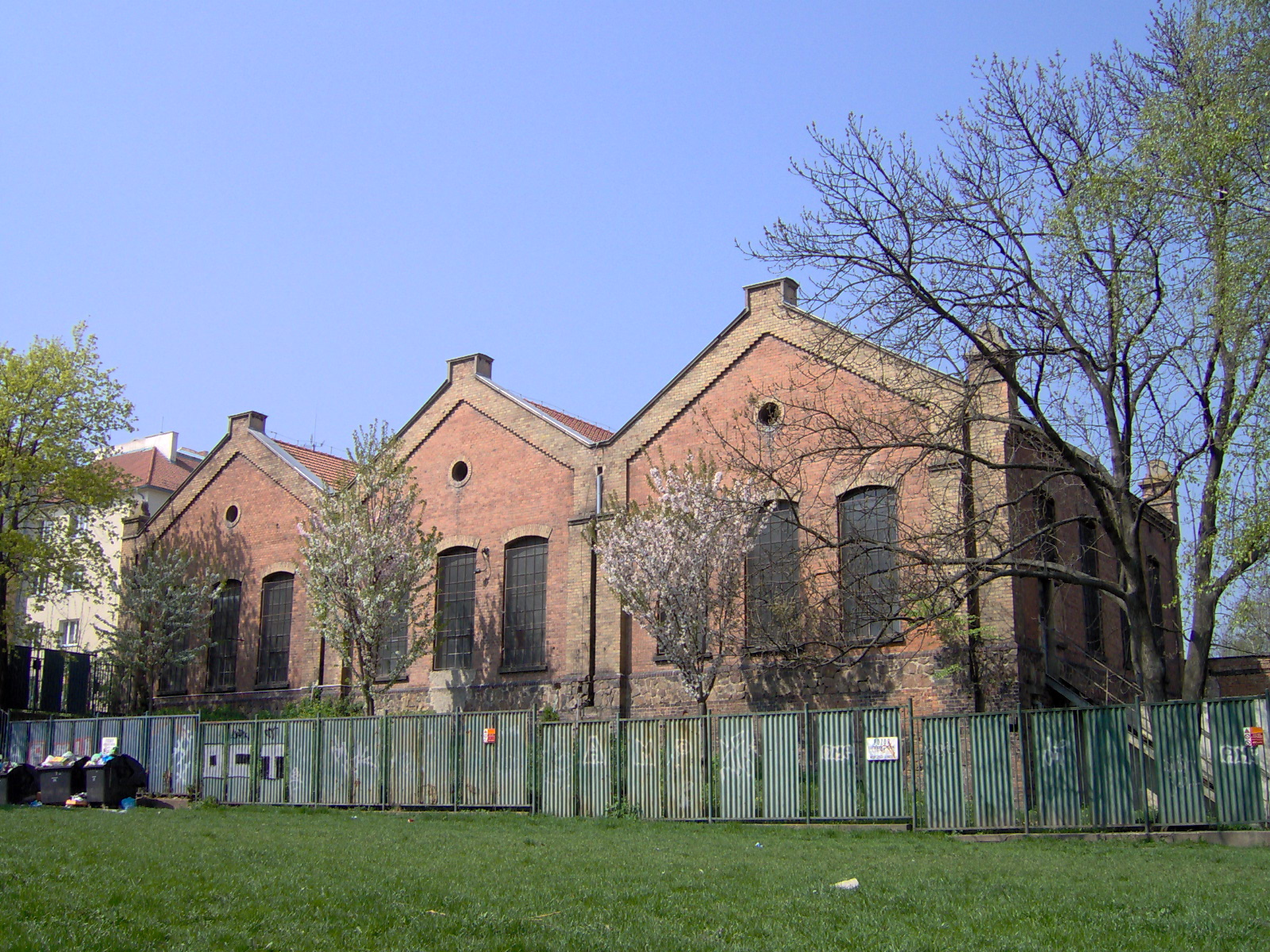
Bývalá vozovna Královo Pole